# Dave Weckl
Dave Weckl, född 8 januari 1960 i St. Louis, Missouri, är en amerikansk jazz fusion-trummis. 
Under 1980-talet arbetade Weckl med artister som Paul Simon, Madonna, George Benson, Michel Camilo, Anthony Jackson, Mike Stern och Chick Corea. Han har gjort flera instruktionsvideor och skrivit flera böcker om trumteknik och konsten att spela trummor.
Weckl har spelat in tre soloalbum där musiker som Chick Corea, Anthony Jackson, Michael Brecker och Steve Gadd medverkar. Under senare delen av 1990-talet startade han Dave Weckl Band. Bandet innehåller förutom Dave Weckl också Jay Oliver (keyboard), Tom Kennedy (bass) och Gary Meek (saxofon).

## Diskografi
Dave Weckl
- 1990 – Master Plan (GRP Records)
- 1992 – Heads Up (GRP Records)
- 1994 – Hard Wired (GRP Records)

Dave Weckl Band
- 1998 – Rhythm of the Soul (Stretch Records)
- 1999 – Synergy (Stretch Records)
- 2000 – Transition (Stretch Records)
- 2001 – The Zone (Stretch Records)
- 2002 – Perpetual Motion (Stretch Records)
- 2003 – Live (And Very Plugged In) (Stretch Records)
- 2005 – Multiplicity (Stretch Records)